# Pont des Papetiers
Le pont des Papetiers est un pont routier situé à Windsor qui relie deux secteurs de cette ville en enjambant la rivière Saint-François. Il dessert ainsi la région administrative de l'Estrie.

## Description
Le pont est emprunté par la route 249. Il comporte trois voies de circulation, soit une voie par direction en plus de la voie centrale qui change de direction en cours de parcours. Les voies sont séparées par une ligne double centrale. De plus, l'accotement du côté sud du pont est utilisé comme piste cyclable. Des trottoirs sont également aménagés de chaque côté du pont.
Le pont permet de relier la ville à l'autoroute 55, située non loin, à la hauteur de la sortie 71. 
Environ 9 600 véhicules empruntent le pont quotidiennement, pour une moyenne annuelle de 3,5 millions de passages.

## Toponymie
Le nom du pont rend hommage aux ouvriers des pâtes et papiers, une industrie importante de la région. L'usine de papier de l'entreprise Domtar, située à Windsor et fondée en 1865, est d'ailleurs un employeur important du secteur.